# Ashippun (condado de Dodge)
Ashippun es un lugar designado por el censo ubicado en el condado de Dodge en el estado estadounidense de Wisconsin. En el Censo de 2010 tenía una población de 333 habitantes y una densidad poblacional de 446,43 personas por km².

## Geografía
Ashippun se encuentra ubicado en las coordenadas 43°12′47″N 88°31′5″O / 43.21306, -88.51806. Según la Oficina del Censo de los Estados Unidos, Ashippun tiene una superficie total de 0.75 km², de la cual 0.75 km² corresponden a tierra firme y (0%) 0 km² es agua.

## Demografía
Según el censo de 2010, había 333 personas residiendo en Ashippun. La densidad de población era de 446,43 hab./km². De los 333 habitantes, Ashippun estaba compuesto por el 99.7% blancos, el 0% eran afroamericanos, el 0% eran amerindios, el 0% eran asiáticos, el 0% eran isleños del Pacífico, el 0% eran de otras razas y el 0.3% pertenecían a dos o más razas. Del total de la población el 1.5% eran hispanos o latinos de cualquier raza.